# Skate the Great

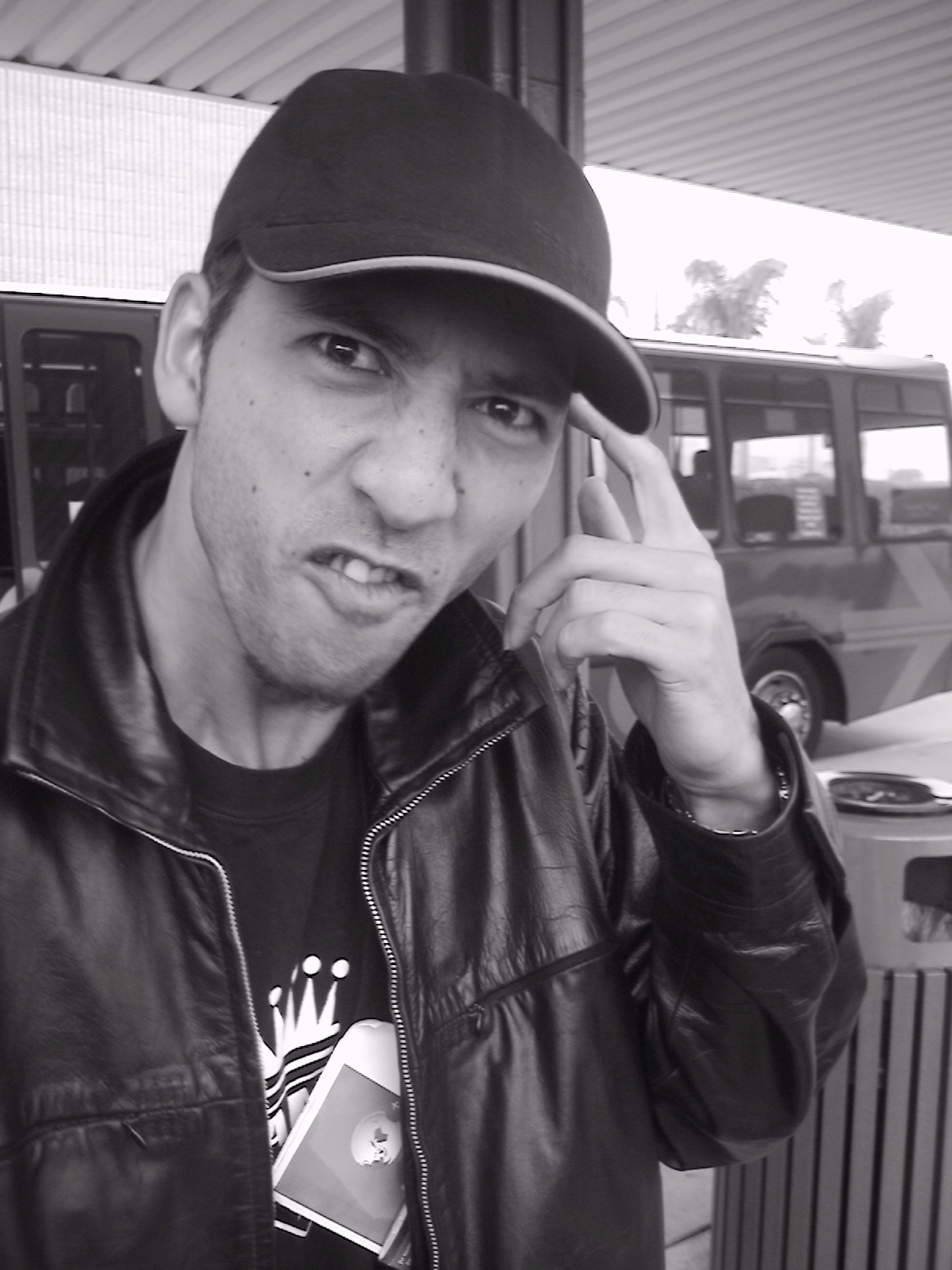
Skate the Great

Skate the Great, een pseudoniem van Richard Simon (Breda, 19 april 1972), is een Nederlands rapper. Tevens is hij bekend als presentator van het gamesprogramma Gamekings en medewerker van het tijdschrift Power Unlimited. Daarnaast verzorgt hij het commentaar bij het programma World Wrestling Entertainment (WWE) en Impact Wrestling op Eurosport.

## Biografie
Sinds 1985 is hij actief binnen de Nederlandse hiphopgemeenschap, waarbij hij voornamelijk in het Engels rapt. In de eerste jaren richtte hij zich op meerdere onderdelen van de hiphopcultuur (rappen, graffiti, beatboxen en turntablism, later focuste hij zich vooral op rapmuziek. Begin jaren negentig was hij lid van de formatie 'Next Chapter', die naast Skate bestond uit LeRo (Skates jongere broer), Ringo The Rampage, DJ Crime Cutz en later Extince.
Later, in 1992, trad Skate als backup MC van Extince op in New York. Daarnaast begon hij in 1996 te schrijven voor het gamesblad Power Unlimited en in 2002 met het presenteren van het gamesprogramma Gamekings. Met het eerste stopte hij in 2005, maar in 2024 keerde hij terug. In 2003 bracht Skate het kinderliedje 'Joyride' uit dat speciaal werd gemaakt voor een reclamecampagne van Joy, een kinderdrankje. Skate trad met zijn hit 'Joyride' op in een vol Ahoy.
Skate the Great werkte onder meer samen met andere Nederlandse rappers als Select Personnel en The Proov.

## Discografie

### Singles
- 2003 - Skate The Great - Joyride (Promo)

### Overig werk
- 1992 - Next Chapter - Skills!/Just Lettin' My Ego Rise (Rhythm & Rhyme Vol. 2 - verzamelalbum)
- 1993 - Feel The D.R.A.F.T. EP (ep; bijdrage met DJ KnowHow "Rainbow")
- 1995 - Next Chapter - Props Don't Pay The Rent (Dutch Masters - verzamelalbum)
- 1995 - Dutch Masters (verzamelalbum; featuring op "Possecut")
- 1998 - Extince - Binnenlandse Funk (album; featuring op "Zoete Inval")
- 1998 - The Proov - What I'm Not RMX (12-inch; featuring)
- 1999 - Zoete inval (single; samen met Krewcial, Goldy, Extince, Murth The Man-O-Script, Brainpower & Yukki B)
- 2000 - Alle 13 Dope (verzamelalbum; featuring op "Zoete inval")
- 2000 - The Proov - Traditions (album; featuring op "Raison d'etre")
- 2001 - Extince - Vitamine E (album; featuring op "Het volgende Hoofdstuk")
- 2001 - Project Overflow - The Round Table/A Day in the Life (cd-single)
- 2001 - Extince - De Avonturen van de Exter-O-Naldus (B-kant van single; featuring op "Het volgende Hoofdstuk")
- 2002 - Van Brooklyn naar Breukelen (verzamelalbum; bijdrage samen met Extince - "Spitfire")
- 2003 - Brainpower - Schreeuwetuit! (B-kant single; featuring op "De volgende straat")
- 2004 - Skiggy Rapz - Boat Drinks (album; featuring op "Re:Mind")
- 2004 - De Hop 2 (12-inch; Kev Brown met Skate the Great & Rescue - Street Realism)
- 2005 - Patta Mixtape (verzamelalbum; bijdrage: Skate the Great - Sneaker Talk)
- 2006 - Presentatie en interviews in film over Digitaal Erfgoed: www.digitaalallemaal.nl
- 2007 - Straatwaarde (DJ Knowhows album; bijdrage: Skate the Great - Stoppen of Doorgaan & Straight Spittin')
- 2008 - Hosting Breda Game Tournament
- 2008 - Spelerspresentatie samen met XXL NAC Breda
- 2009 - Commentator voor de Eurosportprogramma's This Week in the WWE en WWE Vintage Collection
- 2009 - Timbaland's Beats samen met Puff Dennis gepresenteerd in een aflevering van Gamekings

## Trivia
- In 2006 presenteerde Skate samen met onder andere vj Renate de TMF Awards en met vj Miljuschka de TMF Game Awards op de Gameplay. Ook in 2005 presenteerde hij de TMF Game Awards samen met vj Renate. Verder verzorgde hij de afgelopen jaren ook de hoofdpodiumpresentatie tijdens Firstlook, een jaarlijks terugkerend game-evenement.